# Ingrid Boulting
Ingrid Boulting (* 1947 in Transvaal, Südafrika; gebürtig Ingrid Munnik, als Filmschauspielerin anfangs auch unter dem Namen Ingrid Brett tätig) ist eine ehemalige Ballerina, Model und Schauspielerin.

## Leben und Karriere
Ingrid Boultings Mutter war Enid Munnik (geb. Grünewald), die 1951 den britischen Filmregisseur Roy Boulting heiratete. Unter dem Namen Enid Boulting war sie in den 1950er und frühen 60er Jahren ein bekanntes Mannequin. 
Noch vor ihrem achten Geburtstag folgte Ingrid ihrer Mutter nach London, wo sie Ballettunterricht erhielt. 10 Jahre lang gehörte sie dem Royal Ballet an. Als Ingrid 15 war, wurde die damalige Herausgeberin der Modezeitschrift Queen  (später Harpers Bazaar) auf sie aufmerksam, die eine junge Tänzerin für eine Fotostrecke suchte. Dies war der Start für eine erfolgreiche Modelkarriere, in deren Verlauf die 1,70 m große Boulting mit berühmten Fotografen wie Richard Avedon, David Bailey, Sarah Moon und Irving Penn zusammenarbeitete.
Ihre Modeltätigkeit führte sie schließlich ins Filmgeschäft. 1966 hatte sie einen kurzen Auftritt als Schulmädchen in der Kriminalkomödie The Great St. Trinian's Train Robbery, wurde im Vorspann jedoch nicht genannt. Einen größeren Part hatte sie noch im selben Jahr in dem Horrorfilm Der Teufel tanzt um Mitternacht, dessen Star Joan Fontaine war. Hier trat sie unter dem Pseudonym Ingrid Brett auf, das sie bis zu Beginn der 1970er Jahre verwendete. In dem zweiteiligen Monumentalfilm Kampf um Rom agierte sie an der Seite von Filmgrößen wie Orson Welles und Laurence Harvey. 1976 erhielt sie die Gelegenheit in Elia Kazans letztem Film Der letzte Tycoon mitzuwirken, der mit Robert De Niro, Tony Curtis und Jeanne Moreau äußerst prominent besetzt war. Seit den 1980er Jahren trat sie jedoch nur noch sporadisch vor die Kamera. Neben ihrer Film- und Modelkarriere widmete sich die gebürtige Südafrikanerin der Malerei.
Heute lebt Boulting mit ihrer Familie in Ojai, Kalifornien, wo sie als Künstlerin und Yoga-Lehrerin tätig ist.

## Filmographie

### Als Ingrid Brett
- 1966: The Great St. Trinian's Train Robbery
- 1966: Der Teufel tanzt um Mitternacht
- 1966: Sense or Nonsens
- 1967: Minirock und Kronjuwelen
- 1967: Dixon of Dock Green (Fernsehserie)
- 1968: Inadmissible Evidence
- 1968: Kampf um Rom
- 1971: Journey to Murder

### Als Ingrid Boulting
- 1972: Un film sur quelqu'un
- 1976: Der letzte Tycoon
- 1984: Mike Hammer (Fernsehserie)
- 1985: Rache in Los Angeles
- 1985: Unbekannte Dimensionen (Fernsehserie)
- 1986: Liebe, Lüge, Leidenschaft (Fernsehserie)
- 2006: Gespräche mit Gott